# Gorilla Biscuits
Gorilla Biscuits is een straightedge-hardcoreband uit New York bestaande uit Anthony Civarelli, Walter Schreifels, Arthur Smilios, Alex Brown en Luke Abbey. De band stond tot 1991 onder contract bij Revelation Records. De band werd opgericht in 1986, in 1991 opgeheven en in 2005 heropgericht.

## Geschiedenis

### Oprichting
Gorilla Biscuits werden gevormd toen Arthur Smilios en Nick Drysdale Anthony Civarelli ontmoetten terwijl ze allebei naar dezelfde middelbare school gingen in Long Island. Alle drie waren ze fan van de band Agnostic Front en gingen in het weekend naar hardcore shows bij CBGB. Daar ontmoetten ze mensen als Ray Cappo en John Porcelly van de band Youth of Today.
Smilios probeerde een hardcore band te vormen en vroeg Civ om als zanger op te treden. Civ was echter niet geïnteresseerd in zingen en moest vanwege zenuwen naar de vloer of muur kijken tijdens vroege optredens. Leden van de band Token Entry regelden een optreden voor de nog steeds naamloze band (Gorilla Biscuits gebruikte Token Entry's drummer, Ernie Parada voor die eerste show), maar hadden een naam nodig om het aan de promotor te geven. Uiteindelijk evolueerde de naam naar Gorilla Biscuits.

### Gorilla BiscuitsenStart Today(1988-1991)
Revelation Records bracht de gelijknamige Gorilla Biscuits 7-inch EP uit in 1988, die later een hardcore hit werd. De band toerde twee keer door de Verenigde Staten en Europa. In 1989 bracht de band hun eerste full-length album uit, Start Today', dat de best verkochte ooit werd voor Revelation Records, en was het ook het eerste album dat het label op cd uitbracht, naast de vinyl- en cassetteversies, als onderdeel van de routineproductie. De band begon materiaal te schrijven voor een tweede LP die ze nooit hebben opgenomen en uiteindelijk rond het jaar 1992 ging de band uit elkaar. 

### Reünies en de toekomst van Gorilla Biscuits (1992-heden)
Gorilla Biscuits herenigde zich in oktober 1997 voor één show in CBGB ten behoeve van de familie van de toen onlangs overleden Warzone-zanger Raybeez en speelde op 14 augustus 2005 nog een show in CBGB als voordeel voor de juridische kosten van de club, en opnieuw op 3 september 2006.
In 2006 bracht Revelation Records hun baanbrekende opname Start Today opnieuw uit. Het album is geremasterd en bevat diepgaande liner notes van Walter Schreifels. De band hield in de zomer van 2006 een re-uniontour van een maand en bevatte zowel exclusieve 7-inch als exclusieve Paul Frank T-shirts die alleen verkrijgbaar waren op tourstops.
In september 2007 voerde Gorilla Biscuits een tournee van een maand door Europa uit, inclusief stops in Duitsland, Spanje, Zwitserland, Nederland en Engeland. Ter gelegenheid van de European Tour werkte Paul Frank opnieuw samen met Gorilla Biscuits om een exclusieve reeks Gorilla Biscuits-portefeuilles te produceren. Er werd er wereldwijd maar één verkocht in elke Paul Frank-winkel.
In 2019 overleed de slaggitarist Alex Brown op 52-jarige leeftijd.

## Bandleden

#### Huidige leden
- Anthony "Civ" Civarelli - zang (1986-1991, 1997, 2005-heden)
- Walter Schreifels - gitaar (1986-1991, 1997, 2005-heden)
- Arthur "Meow" Smilios - basgitaar (1986-1991, 1997, 2005-heden)
- Luke "Lucky Luke" Abbey - drums (1986-1991, 1997, 2005-heden)
- Charlie Garriga - gitaar (2019-heden)

#### Voormalige leden
- Sammy Siegler – drums (1986)
- Mark Hayworth – basgitaar (1986)
- John "Porcell" Porcelly - gitaar (1986)
- Alex Brown - gitaar (1988-1991, 1997, 2005-2019; overleden in 2019)